# Antoine Bianconi
Antoine Jules Bianconi (né le 23 juillet 1882 à Digne et mort le 5 mars 1915 à Le Mesnil-lès-Hurlus) est un écrivain français.

## Biographie
Son père, Pierre-Louis Bianconi (1845-1929), corse d'origine, était inspecteur d'académie de chimie à Lyon. Après des études au lycée Ampère, où il fut notamment l'élève d’Édouard Herriot, puis en classe préparatoire au lycée Henri-IV, Antoine Bianconi intègre en 1902 l’École normale supérieure, premier de sa promotion ; en 1906, il obtient l'agrégation de philosophie. Dès 1905, il collabore à l’Année sociologique. Il s'engage dans une thèse sur « l'organisation mentale de certaines sociétés de l'Afrique occidentale ».
Professeur de philosophie au lycée de Valenciennes (1909), puis d'Amiens (1911), il devint l'élève et le collaborateur du sociologue Émile Durkheim (1858-1917) et entama trois travaux dont les deux derniers ne purent être achevés. Avec Durkheim il acheva en 1913 une première étude consacrée à l’organisation des Bantous intitulée Organisation juridique et sociale des Bantous congolais, une étude sur les formes que revêt la raison humaine. Son deuxième sujet d’étude était l’Idée de la grâce chez saint Augustin. Et le troisième était une bibliographie complète d’ethnographie des colonies françaises en Afrique en collaboration avec le neveu de Durkheim, Marcel Mauss (1872-1950), considéré comme « le père de l’ethnologie française ». Il a également été secrétaire de rédaction de La Revue du mois, un journal scientifique et littéraire fondé en 1906 par Émile Borel et sa femme Marguerite Appell ; il collabora également avec M. Berthonneau, H. Bourgin, E. Brucker, F. Brunot, G. Delobel, G. Rudler et H. Weill à la « Méthode positive dans l'enseignement primaire et secondaire », avec la publication en 1913 de « La méthode positive dans l'enseignement de la philosophie » (conférence à l'École des hautes études sociales en 1912).
Ancien volontaire pour un service militaire de trois ans, il incorpore le 72e régiment d'infanterie le 3 août 1914 en tant que sergent de réserve. Il est promu adjudant le 1er octobre, puis sous-lieutenant à titre temporaire le 14 novembre. Le 5 mars 1915, Antoine Jules Bianconi est tué à Le Mesnil-lès-Hurlus (Marne) lors de la bataille de Mesnil-lès-Hurlus, atteint d'une balle dans le cœur alors qu'il commande la 11e compagnie de son régiment lors d'un assaut. Inhumé à la Nécropole nationale de La Crouée, cimetière militaire français de la Première Guerre mondiale situé dans la commune de Souain-Perthes-lès-Hurlus (Marne), son nom figure sur les murs du Panthéon parmi les 560 noms des écrivains morts pour la France lors de la guerre de 1914-1918. Il a obtenu la croix de guerre avec palme et étoile, ainsi que la Légion d’Honneur à titre posthume.
Sa sœur aînée, Marie-Louise Bianconi, est l'épouse du mathématicien Élie Cartan et la mère du mathématicien Henri Cartan, du compositeur de musique Jean Cartan, du physicien et résistant Louis Cartan et de la mathématicienne Hélène Cartan. Sa sœur cadette, Jeanne Bianconi, est la mère du philosophe et résistant François Cuzin.

## Œuvres
- L'assistance et les communes (1908)[7],[8].
- « La méthode positive dans l'enseignement de la philosophie », in La méthode positive dans l'enseignement primaire et secondaire : leçons faites à l'École des hautes études sociales (1913)[7].